# Gajki (województwo pomorskie)
Gajki (kaszb. Gôjczi, niem. Buchhorst) – osada leśna w Polsce położona w województwie pomorskim, w powiecie słupskim, w gminie Redzikowo. Leży na Równinie Słupskiej.
Uwagę zwraca lokalizacja na terenie lasu poprzecinanego wieloma ciekami wodnymi zajmującego tereny od Gałęzinowa do Krzemienicy.
Wchodzi w skład sołectwa wraz z Wielichowem.
Najbliższa stacja kolejowa: Charnowo Słupskie.

## Nazwa
Nazwa jest tzw. chrztem nazewniczym i ma charakter pseudotopograficzny. Wywodzi się od nazwy pospolitej gajek „niewielki las”. Pierwotna niemiecka nazwa Buchhorst, wzmiankowana po raz pierwszy w 1863, ma charakter topograficzny i powstała ze złożenia dwóch członów-nazw pospolitych: Buche „buk” i Horst „kępa drzew”.
Rada Języka Kaszubskiego proponuje kaszubską formę Gôjczi.